# Yang Bozhen
Yang Bozhen, född 1919 i Zhenyuan, Guizhou, död 15 juli 1987 i Peking, var en kinesisk diplomat och politiker som tjänstgjorde som Folkrepubliken Kinas ambassadör i Sverige från februari 1964 till maj 1969.
Yang gick med i Kinas kommunistiska parti 1936 och anlände följande år till kommunisternas bas i Yan'an, där anslöt sig till "Motståndsuniversitet" (Kangda). Efter Folkrepubliken Kinas grundande 1949 uppbar han en rad viktiga positioner inom kommunistpartiet.
1964 blev han utnämnd till Kinas ambassadör i Stockholm och var således landets främste företrädare i Sverige under kulturrevolutionens första år. Enligt uppgifter skall den kinesiska ambassaden då försett svenska maoistiska grupper med visst ekonomiskt stöd.
1967 kallades Yang i likhet med de flesta andra kinesiska ambassadörer åter till Kina för konsultationer och han återvände aldrig till Sverige. Efter återkomsten till Kina höll han relativt låga poster i det kommunistiska partiet och den kinesiska statsförvaltningen. 